# Contea di Ringgold
La contea di Ringgold (in inglese Ringgold County) è una contea dello Stato dell'Iowa, negli Stati Uniti. La popolazione al censimento del 2000 era di 5 469 abitanti. Il capoluogo di contea è Mount Ayr.